# Ecuador op de Olympische Zomerspelen 2000
Ecuador nam deel aan de Olympische Zomerspelen 2000 in Sydney, Australië. Het Zuid-Amerikaanse land, voor het eerst aanwezig bij de Spelen van 1924 in Parijs, ditmaal geen enkele medaille, nadat het land vier jaar eerder met snelwandelaar Jefferson Pérez voor het eerst in de geschiedenis een olympisch kampioen had afgeleverd.

## Deelnemers en resultaten per onderdeel

### Atletiek
| Olympiër        | Discipline            | Resultaat | Prestatie |
| --------------- | --------------------- | --------- | --------- |
| Silvio Guerra   | marathon (m)          | 14e       | 2:16.27   |
| Jefferson Pérez | 20km snelwandelen (m) | 4e        | 1:20.18   |
|                 |                       |           |           |
| Martha Tenorio  | marathon (v)          | 25e       | 2:33.54   |

### Gewichtheffen
| Olympiër    | Discipline | Resultaat | Prestatie                                                        |
| ----------- | ---------- | --------- | ---------------------------------------------------------------- |
| Boris Burov | -105kg (m) | 10e       | trekken: 11de met 182,5kg stoten: 11de met 205kg totaal: 387,5kg |

### Judo
| Olympiër      | Discipline | Resultaat | Prestatie                                   |
| ------------- | ---------- | --------- | ------------------------------------------- |
| Juan Barahona | -60kg (m)  | 21e       | 1ste ronde: V van MDA Kurdgelashvili: ippon |
|               |            |           |                                             |
| Carmen Chalá  | +78kg (v)  | 19e       | 1ste ronde: V van USA Rosensteel: ippon     |

### Schietsport
| Olympiër    | Discipline           | Resultaat | Prestatie                          |
| ----------- | -------------------- | --------- | ---------------------------------- |
| Carmen Malo | 10m luchtpistool (v) | 21e       | kwalificatie: 21ste met 378 punten |

### Zwemmen
| Olympiër        | Discipline           | Resultaat | Prestatie               |
| --------------- | -------------------- | --------- | ----------------------- |
| Julio Santos    | 50m vrije slag (m)   | 19e       | serie 10: 6de in 22,83  |
| Felipe Delgado  | 100m vrije slag (m)  | 56e       | serie 5: 7de in 52,78   |
| Roberto Delgado | 100m vlinderslag (m) | 46e       | serie 2: 5de in 56,07   |
| Roberto Delgado | 200m vlinderslag (m) | 43e       | serie 1: 3de in 2.08,18 |

Albanië · Algerije · Amerikaanse Maagdeneilanden · Amerikaans-Samoa · Andorra · Angola · Antigua en Barbuda · Argentinië · Armenië · Aruba · Australië · Azerbeidzjan · Bahama's · Bahrein · Bangladesh · Barbados · België · Belize · Benin · Bermuda · Bhutan · Bolivia · Bosnië en Herzegovina · Botswana · Brazilië · Britse Maagdeneilanden · Brunei · Bulgarije · Burkina Faso · Burundi · Cambodja · Canada · Centraal-Afrikaanse Republiek · Chili · China · Chinees Taipei · Colombia · Comoren · Congo-Brazzaville · Congo-Kinshasa · Cookeilanden · Costa Rica · Cuba · Cyprus · Denemarken · Djibouti · Dominica · Dominicaanse Republiek · Duitsland · Ecuador · Egypte · El Salvador · Equatoriaal-Guinea · Eritrea · Estland · Ethiopië · Fiji · Filipijnen · Finland · Frankrijk · Gabon · Gambia · Georgië · Ghana · Grenada · Griekenland · Groot-Brittannië · Guam · Guatemala · Guinee · Guinee‑Bissau · Guyana · Haïti · Honduras · Hongarije · Hongkong · Ierland · IJsland · India · Indonesië · Irak · Iran · Israël · Italië · Ivoorkust · Jamaica · Japan · Jemen · Joegoslavië · Jordanië · Kaaimaneilanden · Kaapverdië · Kameroen · Kazachstan · Kenia · Kirgizië · Koeweit · Kroatië · Laos · Lesotho · Letland · Libanon · Liberia · Libië · Liechtenstein · Litouwen · Luxemburg · Macedonië · Madagaskar · Malawi · Malediven · Maleisië · Mali · Malta · Marokko · Mauritanië · Mauritius · Mexico · Micronesië · Moldavië · Monaco · Mongolië · Mozambique · Myanmar · Namibië · Nauru · Nederland · Nederlandse Antillen · Nepal · Nicaragua · Nieuw-Zeeland · Niger · Nigeria · Noord-Korea · Noorwegen · Oeganda · Oekraïne · Oezbekistan · Oman · Oostenrijk · Pakistan · Palau · Palestina · Panama · Papoea-Nieuw-Guinea · Paraguay · Peru · Polen · Portugal · Puerto Rico · Qatar · Roemenië · Rusland · Rwanda · Saint Kitts en Nevis · Saint Lucia · Saint Vincent en Grenadines · Salomonseilanden · Samoa · San Marino ·  Sao Tomé en Principe · Saoedi-Arabië · Senegal · Seychellen · Sierra Leone · Singapore · Slovenië · Slowakije · Soedan · Somalië · Spanje · Sri Lanka · Suriname · Swaziland · Syrië · Tadzjikistan · Tanzania · Thailand · Togo · Tonga · Trinidad en Tobago · Tsjaad · Tsjechië · Tunesië · Turkije · Turkmenistan · Uruguay · Vanuatu · Venezuela · Verenigde Arabische Emiraten · Verenigde Staten · Vietnam · Wit-Rusland · Zambia · Zimbabwe · Zuid-Afrika · Zuid-Korea · Zweden · Zwitserland · Individuele olympische atleten